# 뉴남산호텔 화재
뉴남산관광호텔 화재 사고는 1974년 10월 17일 새벽 1시 50분경 회현동 뉴남산관광호텔에서 전기취급 부주의로 인해 일어난 사고이다. 이 사고로 19명이 숨지고 45명이 다치는 사고가 일어났다. 호텔 지배인은 이 사고로 인해 체포되었다.